# Jåhkågasska tjiellde
Jåhkågaska tjiellde är en fjällsameby i Norrbottens län. Samebyn har sina åretruntmarker i Jokkmokks kommun och Samebyn har sina vinterbetesmarker i  Jokkmokks, Bodens, Älvsbyns, Piteå och Luleå kommuner. Samebyn har (2013) 26 registrerade renskötselföretag och får ha högst 4 500 djur i vinterhjorden.
Samebyns medlemmar har bedrivit renskötsel sedan urminnes tider i områdena på båda sidor av Miellädno i Padjelanta nationalpark samt södra halvan av Sareks nationalpark. Fjällmassivet Kabla med omnejd utgör ett viktigt område för samebyns verksamhet. Historiskt ingick samebyns medlemmar i Tuorpon och Sirges samebyar, och själva samebyn Jåhkågaska tjiellde som administrativ enhet bildades 1945, då Tuorpon och Sirges avstod delar av de områden som Jåhkågasskasamerna traditionellt använt till bildande av den nya samebyn. Vid bildandet av Jåhkågasska gick samebyns medlemmar miste om stora områden mark som man tidigare nyttjat. Fjällmassivet Harrevarto som använts som höstbetesland tillföll Tuorpon, så även skogsområdena på ömse sidor om Noarvejaure, som historiskt alltid använts som vinterbetesland av Jåhkågasskasamerna.
Gruvprojektet i Kallak berör åretruntmarker vart samebyn driver renskötsel, jakt och fiske.
Samebyn är hårt drabbad av utbyggnaden av vattenkraften i lilla luleälv, och även av det storskaliga skogsbruket som kraftigt påverkat tallskogarna i de låglänta älvdalgångarna.
Fotoboken Vandrande by från 1950, av Elly Jannes och med fotografi av Anna Riwkin-Brick, handlar om denna sameby.